# Lucrum cessans
Lucrum cessans (łac.) – korzyści, jakich spodziewał się podmiot prawa, ale których nie osiągnął z uwagi na to, że ktoś nie wykonał swego zobowiązania i przez to wyrządził mu szkodę uniemożliwiającą osiągnięcie tych korzyści.
Przykładowo, jeżeli osoba zajmująca się transportem samochodowym ma zamówienia na dwa miesiące naprzód i ktoś podpali samochód służący do przewozu towaru, to poszkodowany będzie mógł żądać od sprawcy szkody nie tylko naprawienia rzeczywistej szkody (damnum emergens), czyli naprawy bądź zakupu nowego pojazdu, ale także zwrotu utraconych korzyści, czyli zysków z transportu, które by osiągnął, gdyby samochód był sprawny.